# Opoka (Lublin)
Pour les articles homonymes, voir Opoka.
Opoka (prononciation [ɔˈpɔka]) est un village de la gmina de Końskowola du powiat de Puławy dans la voïvodie de Lublin, situé dans l'est de la Pologne.
Il se situe à environ 3 kilomètres au sud-est de Końskowola (siège de la gmina), 8 kilomètres à l'est de Puławy (siège du powiat) et 39 kilomètres au nord-ouest de Lublin (capitale de la voïvodie).
Le village comptait une population de 265 habitants en 2008.

## Histoire
De 1975 à 1998, le village est attaché administrativement à l'ancienne voïvodie de Lublin.

Depuis 1999, il fait partie de la nouvelle voïvodie de Lublin.